# Primera División 2025 (Cile)
La Primera División de Chile 2025, conosciuta anche con il nome di Liga de Primera Itaú 2025 per ragioni di sponsor, è la 95ª edizione della massima serie calcistica del Cile. Il campionato è iniziato il 14 febbraio 2025 e terminerà il 7 dicembre successivo.
La squadra campione in carica è il Colo-Colo, che ha vinto il titolo, il trentaquattresimo della sua storia, nell'edizione 2024.

## Stagione

### Novità
Al termine della stagione precedente sono stati retrocessi Cobreloa e Dep. Copiapó, ultimi due classificati del campionato. Al loro posto dalla Primera B sono stati promossi Dep. La Serena, primo in campionato e di ritorno in massima serie dopo due anni, e Dep. Limache, vincitore dei play-off promozione e al debutto assoluto in Primera División.

### Formula
Le 16 squadre partecipanti giocano un girone all'italiana con gare di andata e ritorno, per un totale di 30 giornate. Al termine del campionato la prima classifica è campione del Cile e si qualifica per la Coppa Libertadores 2026 insieme con seconda e terza classificata, mentre le quattro squadre dal quarto al settimo posto ottengono la qualificazione per la Coppa Sudamericana 2026. Le ultime due classificate sono invece retrocesse in Primera B.

## Squadre partecipanti
| Club                 | Città             | Stagione precedente     |
| -------------------- | ----------------- | ----------------------- |
| Audax Italiano       | Santiago del Cile | 10° in Primera División |
| Cobresal             | El Salvador       | 13° in Primera División |
| Colo-Colo            | Santiago del Cile | Campione del Cile       |
| Coquimbo Unido       | Coquimbo          | 8° in Primera División  |
| Dep. La Serena       | La Serena         | Primera B               |
| Dep. Iquique         | Iquique           | 3° in Primera División  |
| Dep. Limache         | Limache           | Primera B               |
| Everton              | Viña del Mar      | 7° in Primera División  |
| Huachipato           | Talcahuano        | 12° in Primera División |
| Ñublense             | Chillán           | 9° in Primera División  |
| O'Higgins            | Rancagua          | 14° in Primera División |
| Palestino            | Santiago del Cile | 4° in Primera División  |
| Unión Española       | Santiago del Cile | 6° in Primera División  |
| Unión La Calera      | La Calera         | 11° in Primera División |
| Universidad Católica | Santiago del Cile | 5° in Primera División  |
| Universidad de Chile | Santiago del Cile | 2° in Primera División  |

## Classifica finale
|                 | Pos. | Squadra              | Pt | G | V | N | P | GF | GS | DR |
| --------------- | ---- | -------------------- | -- | - | - | - | - | -- | -- | -- |
| Cile (bandiera) | 1.   | Audax Italiano       | 0  | 0 | 0 | 0 | 0 | 0  | 0  | 0  |
|                 | 2.   | Cobresal             | 0  | 0 | 0 | 0 | 0 | 0  | 0  | 0  |
|                 | 3.   | Colo-Colo            | 0  | 0 | 0 | 0 | 0 | 0  | 0  | 0  |
|                 | 4.   | Coquimbo Unido       | 0  | 0 | 0 | 0 | 0 | 0  | 0  | 0  |
|                 | 5.   | Dep. La Serena       | 0  | 0 | 0 | 0 | 0 | 0  | 0  | 0  |
|                 | 6.   | Dep. Iquique         | 0  | 0 | 0 | 0 | 0 | 0  | 0  | 0  |
|                 | 7.   | Dep. Limache         | 0  | 0 | 0 | 0 | 0 | 0  | 0  | 0  |
|                 | 8.   | Everton              | 0  | 0 | 0 | 0 | 0 | 0  | 0  | 0  |
|                 | 9.   | Huachipato           | 0  | 0 | 0 | 0 | 0 | 0  | 0  | 0  |
|                 | 10.  | Ñublense             | 0  | 0 | 0 | 0 | 0 | 0  | 0  | 0  |
|                 | 11.  | O'Higgins            | 0  | 0 | 0 | 0 | 0 | 0  | 0  | 0  |
|                 | 12.  | Palestino            | 0  | 0 | 0 | 0 | 0 | 0  | 0  | 0  |
|                 | 13.  | Unión Española       | 0  | 0 | 0 | 0 | 0 | 0  | 0  | 0  |
|                 | 14.  | Unión La Calera      | 0  | 0 | 0 | 0 | 0 | 0  | 0  | 0  |
|                 | 15.  | Universidad Católica | 0  | 0 | 0 | 0 | 0 | 0  | 0  | 0  |
|                 | 16.  | Universidad de Chile | 0  | 0 | 0 | 0 | 0 | 0  | 0  | 0  |

Legenda:
      Campione di Cile e ammessa alla Coppa Libertadores 2026.
      Ammessa alla Coppa Libertadores 2026.
      Ammesse alla Coppa Sudamericana 2026.
      Retrocesse in Primera B 2026.
Regolamento:
Tre punti per la vittoria, uno per il pareggio, zero per la sconfitta.
Note: